# Unione Sportiva Fascista Salernitana 1939-1940
Questa pagina raccoglie i dati riguardanti la Unione Sportiva Fascista Salernitana nelle competizioni ufficiali della stagione 1939-1940.

## Stagione
La Salernitana edizione 1939-1940 parte come favorita per il campionato del girone H della Serie C, essendo una neoretrocessa.
A stagione in corso Carpinelli abbandona la presidenza, cedendo il posto a Eugenio Saligeri-Zucchi. A partire da questa stagione vengono introdotti per la prima volta i numeri di maglia.
Guidata dal tecnico Béla Károly, la squadra si piazza al terzo posto, dietro Taranto e Siracusa.

## Divise
La Salernitana dal 1929 al 1943 adotterà nuovamente come colore sociale il bianco-celeste, ma in alcune gare giocherà con la maglia interamente celeste.
| Manica sinistra · Manica sinistra · Maglietta · Maglietta · Manica destra · Manica destra · Pantaloncini · Calzettoni | Manica sinistra · Maglietta · Maglietta · Manica destra · Pantaloncini · Calzettoni |

## Organigramma societario
Fonte
Area direttiva
- Presidente: Giuseppe Carpinelli, dal 26/04/1940 Eugenio Saligeri-Zucchi
- Segretario: Tommaso Granati

Area tecnica
- Allenatore: Béla Károly

Area sanitaria
- Medico Sociale: Cristoforo Capone
- Massaggiatore: Angelo Carmando

## Rosa
Fonte
| N. |                   | Ruolo | Calciatore           |
| -- | ----------------- | ----- | -------------------- |
|    | Italia (bandiera) | P     | Mario Cozzi          |
|    | Italia (bandiera) | P     | Archimede Nardi      |
|    | Italia (bandiera) | P     | Giovanni Scannapieco |
|    | Italia (bandiera) | D     | Pierino Bonfanti     |
|    | Italia (bandiera) | D     | Carlo Campione       |
|    | Italia (bandiera) | D     | Carmine Milite       |
|    | Italia (bandiera) | D     | Luigi Stivanello     |
|    | Italia (bandiera) | D     | Domenico Zaramella   |
|    | Italia (bandiera) | C     | Carmine Iacovazzo    |
|    | Italia (bandiera) | C     | Nando Paicci         |
|    | Italia (bandiera) | C     | Mario Saracino       |
|    | Italia (bandiera) | C     | Enrico Stanzione     |

| N. |                   | Ruolo | Calciatore       |
| -- | ----------------- | ----- | ---------------- |
|    | Italia (bandiera) | C     | Giuseppe Trotter |
|    | Italia (bandiera) | C     | Antonio Valese   |
|    | Italia (bandiera) | C     | Leo Zavatti      |
|    | Italia (bandiera) | A     | Dario Baldoni    |
|    | Italia (bandiera) | A     | Mario Bergonzini |
|    | Italia (bandiera) | A     | Nello Bresin     |
|    | Italia (bandiera) | A     | Ezio Gallo       |
|    | Italia (bandiera) | A     | Andrea Lazzarini |
|    | Italia (bandiera) | A     | Armando Senatore |
|    | Italia (bandiera) | A     | Attilio Sudati   |
|    | Italia (bandiera) | A     | Vincenzo Volpe   |

## Risultati

### Serie C

#### Girone di andata
| Siracusa 24 settembre 1939 1ª giornata      | Siracusa  | 0 – 1 referto | Salernitana | Stadio Nicola De Simone |
| \| \| \| \| \| \| Marcatori \| 46’ Volpe \| |           |               |             |                         |
|                                             |           |               |             |                         |
|                                             | Marcatori | 46’ Volpe     |             |                         |

| Salerno 1º ottobre 1939 2ª giornata                                                                               | Salernitana | 5 – 2 referto                | Pro Lecce | Campo Littorio |
| \| \| \| \| \| Bergonzini 4’, 20’ Volpe 6’ Bresin 75’ Zavatti 89’ \| Marcatori \| 45’ (rig.) Catesi 55’ Raengo \| |             |                              |           |                |
| |             |                              |           |                |
| Bergonzini 4’, 20’ Volpe 6’ Bresin 75’ Zavatti 89’                                                                | Marcatori   | 45’ (rig.) Catesi 55’ Raengo |           |                |

| Cosenza 8 ottobre 1939 3ª giornata                                                                                                  | Cosenza   | 4 – 5 referto                                        | Salernitana | campo Città di Cosenza |
| \| \| \| \| \| Leonetti 20’ Barberio 54’ Niccolini 78’, 81’ \| Marcatori \| 15’ Volpe 25’, 40’ Bresin 60’ Zavatti 63’ Bergonzini \| |           |                                                      |             |                        |
| |           |                                                      |             |                        |
| Leonetti 20’ Barberio 54’ Niccolini 78’, 81’                                                                                        | Marcatori | 15’ Volpe 25’, 40’ Bresin 60’ Zavatti 63’ Bergonzini |             |                        |

| Salerno 15 ottobre 1939 4ª giornata                                                                  | Salernitana | 3 – 1 referto         | Manfredonia | Campo Littorio |
| \| \| \| \| \| Zavatti 48’ Valese 75’ Stivanello 79’ (rig.) \| Marcatori \| 60’ (rig.) Giancaspro \| |             |                       |             |                |
| |             |                       |             |                |
| Zavatti 48’ Valese 75’ Stivanello 79’ (rig.)                                                         | Marcatori   | 60’ (rig.) Giancaspro |             |                |

| Messina 22 ottobre 1939 5ª giornata                      | Messina   | 1 – 1 referto | Salernitana | Stadio Giovanni Celeste |
| \| \| \| \| \| Benassi 83’ \| Marcatori \| 63’ Valese \| |           |               |             |                         |
|                                                          |           |               |             |                         |
| Benassi 83’                                              | Marcatori | 63’ Valese    |             |                         |

| Salerno 29 ottobre 1939 6ª giornata                                                           | Salernitana | 2 – 2 referto               | Taranto | Campo Littorio |
| \| \| \| \| \| Sudati 6’ Stivanello 45’ (rig.) \| Marcatori \| 30’ (aut.) Cozzi 40’ Guelli \| |             |                             |         |                |
|                                                                                               |             |                             |         |                |
| Sudati 6’ Stivanello 45’ (rig.)                                                               | Marcatori   | 30’ (aut.) Cozzi 40’ Guelli |         |                |

| Molfetta 5 novembre 1939 7ª giornata                             | Molfetta  | 2 – 1 referto | Salernitana | Stadio Paolo Poli |
| \| \| \| \| \| Bianchi 59’ Calò 87’ \| Marcatori \| 62’ Volpe \| |           |               |             |                   |
|                                                                  |           |               |             |                   |
| Bianchi 59’ Calò 87’                                             | Marcatori | 62’ Volpe     |             |                   |

| Salerno 19 novembre 1939 8ª giornata | Salernitana | 0 – 0 referto | Baratta Battipaglia | Campo Littorio |

| Brindisi 3 dicembre 1939 9ª giornata                            | Brindisi  | 3 – 0 referto | Salernitana |  |
| \| \| \| \| \| Cobelli 36’ D'Addato 74’, 81’ \| Marcatori \| \| |           |               |             |  |
|                                                                 |           |               |             |  |
| Cobelli 36’ D'Addato 74’, 81’                                   | Marcatori |               |             |  |

| Salerno 10 dicembre 1939 10ª giornata | Salernitana | 2 – 0 A tavolino e poi annullata referto | Agrigento | Campo Littorio |

| Foggia 17 dicembre 1939 11ª giornata                                            | Foggia    | 1 – 2 referto                 | Salernitana | Stadio Littorio |
| \| \| \| \| \| Chiaruttini 26’ \| Marcatori \| 32’ (aut.) De Meo 39’ Zavatti \| |           |                               |             |                 |
|                                                                                 |           |                               |             |                 |
| Chiaruttini 26’                                                                 | Marcatori | 32’ (aut.) De Meo 39’ Zavatti |             |                 |

| Salerno 31 dicembre 1939 12ª giornata                                                   | Salernitana | 5 – 0 | Armando Diaz | Campo Littorio |
| \| \| \| \| \| Zavatti 15’, 29’ Bergonzini 46’ Valese 66’ Sudati 80’ \| Marcatori \| \| |             |       |              |                |
|                                                                                         |             |       |              |                |
| Zavatti 15’, 29’ Bergonzini 46’ Valese 66’ Sudati 80’                                   | Marcatori   |       |              |                |

| Taranto 7 gennaio 1940 13ª giornata              | Pro Italia | 0 – 1 referto  | Salernitana | Stadio Littorio |
| \| \| \| \| \| \| Marcatori \| 25’ Bergonzini \| |            |                |             |                 |
|                                                  |            |                |             |                 |
|                                                  | Marcatori  | 25’ Bergonzini |             |                 |

| Salerno 14 gennaio 1940 14ª giornata                                              | Salernitana | 4 – 0 referto | Juventus Siderno | Campo Littorio |
| \| \| \| \| \| Valese 30’ Bresin 54’ Zavatti 68’ Iacovazzo 74’ \| Marcatori \| \| |             |               |                  |                |
|                                                                                   |             |               |                  |                |
| Valese 30’ Bresin 54’ Zavatti 68’ Iacovazzo 74’                                   | Marcatori   |               |                  |                |

| Potenza 21 gennaio 1940 15ª giornata                                                        | Potenza   | 3 – 1 referto      | Salernitana | Stadio Littorio |
| \| \| \| \| \| Schillani 24’ Asquini 53’ Revelant 63’ \| Marcatori \| 48’ (aut.) Asquini \| |           |                    |             |                 |
|                                                                                             |           |                    |             |                 |
| Schillani 24’ Asquini 53’ Revelant 63’                                                      | Marcatori | 48’ (aut.) Asquini |             |                 |

#### Girone di ritorno
| Salerno 28 gennaio 1940 16ª giornata | Salernitana | 0 – 0 referto | Siracusa | Campo Littorio |

| Lecce 4 febbraio 1940 17ª giornata                                    | Lecce     | 3 – 0 referto | Salernitana | Stadio Achille Starace |
| \| \| \| \| \| Bisogni 10’, 87’ Gianone 61’ (rig.) \| Marcatori \| \| |           |               |             |                        |
|                                                                       |           |               |             |                        |
| Bisogni 10’, 87’ Gianone 61’ (rig.)                                   | Marcatori |               |             |                        |

| Salerno 11 febbraio 1940 18ª giornata                                                       | Salernitana | 4 – 1 referto | Cosenza | Campo Littorio |
| \| \| \| \| \| Volpe 75’ Zavatti 79’ Bresin 85’ Bergonzini 89’ \| Marcatori \| 62’ Bacin \| |             |               |         |                |
|                                                                                             |             |               |         |                |
| Volpe 75’ Zavatti 79’ Bresin 85’ Bergonzini 89’                                             | Marcatori   | 62’ Bacin     |         |                |

| Manfredonia 18 febbraio 1940 19ª giornata             | Manfredonia | 0 – 2 referto       | Salernitana | Campo Sportivo del Littorio |
| \| \| \| \| \| \| Marcatori \| 15’, 27’ Bergonzini \| |             |                     |             |                             |
|                                                       |             |                     |             |                             |
|                                                       | Marcatori   | 15’, 27’ Bergonzini |             |                             |

| Salerno 25 febbraio 1940 20ª giornata                                   | Salernitana | 2 – 1 referto | Messina | Campo Littorio |
| \| \| \| \| \| Bresin 12’ Bergonzini 85’ \| Marcatori \| 56’ Benassi \| |             |               |         |                |
|                                                                         |             |               |         |                |
| Bresin 12’ Bergonzini 85’                                               | Marcatori   | 56’ Benassi   |         |                |

| Taranto 10 marzo 1940 21ª giornata                                          | Taranto   | 2 – 1 referto  | Salernitana | Stadio Littorio |
| \| \| \| \| \| Molinari 4’ Castellano 66’ \| Marcatori \| 26’ Bergonzini \| |           |                |             |                 |
|                                                                             |           |                |             |                 |
| Molinari 4’ Castellano 66’                                                  | Marcatori | 26’ Bergonzini |             |                 |

| Salerno 17 marzo 1940 22ª giornata                                                                       | Salernitana | 3 – 3 referto              | Molfetta | Campo Littorio |
| \| \| \| \| \| Valese 27’ (rig.) Paicci 35’ Bergonzini 81’ \| Marcatori \| 45’ Zazza 47’, 67’ Jacobbe \| |             |                            |          |                |
| |             |                            |          |                |
| Valese 27’ (rig.) Paicci 35’ Bergonzini 81’                                                              | Marcatori   | 45’ Zazza 47’, 67’ Jacobbe |          |                |

| Battipaglia 24 marzo 1940 23ª giornata                  | Baratta Battipaglia | 1 – 1 referto | Salernitana |  |
| \| \| \| \| \| Nicoli 49’ \| Marcatori \| 56’ Paicci \| |                     |               |             |  |
|                                                         |                     |               |             |  |
| Nicoli 49’                                              | Marcatori           | 56’ Paicci    |             |  |

| Salerno 31 marzo 1940 24ª giornata                          | Salernitana | 3 – 0 referto | Brindisi | Campo Littorio |
| \| \| \| \| \| Volpe 14’, 16’ Valese 44’ \| Marcatori \| \| |             |               |          |                |
|                                                             |             |               |          |                |
| Volpe 14’, 16’ Valese 44’                                   | Marcatori   |               |          |                |

| Agrigento 7 aprile 1940 25ª giornata | Agrigento | – Non disputata referto | Salernitana |  |

| Salerno 21 aprile 1940 26ª giornata | Salernitana | 6 – 3 referto                             | Foggia | Campo Littorio |
| \| \| \| \| \| Volpe 10’ Bergonzini 30’ Valese 43’, 48’ Lazzarini 69’, 72’ \| Marcatori \| 7’ Ragno 26’ (rig.) De Meo 76’ Bradaschia \| |             |                                           |        |                |
| |             |                                           |        |                |
| Volpe 10’ Bergonzini 30’ Valese 43’, 48’ Lazzarini 69’, 72’                                                                             | Marcatori   | 7’ Ragno 26’ (rig.) De Meo 76’ Bradaschia |        |                |

| Bisceglie 28 aprile 1940 27ª giornata       | Armando Diaz | 0 – 1 referto | Salernitana |  |
| \| \| \| \| \| \| Marcatori \| 78’ Volpe \| |              |               |             |  |
|                                             |              |               |             |  |
|                                             | Marcatori    | 78’ Volpe     |             |  |

| Salerno 12 maggio 1940 28ª giornata                                                           | Salernitana | 4 – 1 referto     | Pro Italia | Campo Littorio |
| \| \| \| \| \| Iacovazzo 2’ Lazzarini 16’ Volpe 31’, 69’ \| Marcatori \| 17’ (aut.) Milite \| |             |                   |            |                |
|                                                                                               |             |                   |            |                |
| Iacovazzo 2’ Lazzarini 16’ Volpe 31’, 69’                                                     | Marcatori   | 17’ (aut.) Milite |            |                |

| Siderno 19 maggio 1940 29ª giornata                                                 | Juventus Siderno | 1 – 3 referto                          | Salernitana |  |
| \| \| \| \| \| Scheer 19’ \| Marcatori \| 3’ Bergonzini 47’ Lazzarini 87’ Valese \| |                  |                                        |             |  |
|                                                                                     |                  |                                        |             |  |
| Scheer 19’                                                                          | Marcatori        | 3’ Bergonzini 47’ Lazzarini 87’ Valese |             |  |

| Salerno 26 maggio 1940 30ª giornata                                               | Salernitana | 2 – 3 referto          | Potenza | Campo Littorio |
| \| \| \| \| \| Lazzarini 40’ Paicci 84’ \| Marcatori \| 50’, 60’, 89’ Trevisan \| |             |                        |         |                |
|                                                                                   |             |                        |         |                |
| Lazzarini 40’ Paicci 84’                                                          | Marcatori   | 50’, 60’, 89’ Trevisan |         |                |

### Coppa Italia

#### Primo Turno
| Taranto 3 settembre 1939 Primo Turno                                                            | Taranto   | 1 – 4 (d.t.s.) referto                     | Salernitana | Stadio Littorio |
| \| \| \| \| \| Boccuni 80’ (rig.) \| Marcatori \| 8’, 95’ Volpe 104’ Zavatti 119’ Bergonzini \| |           |                                            |             |                 |
|                                                                                                 |           |                                            |             |                 |
| Boccuni 80’ (rig.)                                                                              | Marcatori | 8’, 95’ Volpe 104’ Zavatti 119’ Bergonzini |             |                 |

#### Secondo Turno
| Salerno 10 settembre 1939 Secondo Turno | Salernitana | 2 – 0 a tavolino referto | Juventus Siderno | Campo Littorio |

#### Terzo Turno
| Torre Annunziata 17 settembre 1939 Terzo Turno                          | Savoia    | 2 – 1 (d.t.s.) referto | Salernitana | Campo Formisano |
| \| \| \| \| \| Negri 21’ (rig.) Marcer 97’ \| Marcatori \| 65’ Volpe \| |           |                        |             |                 |
|                                                                         |           |                        |             |                 |
| Negri 21’ (rig.) Marcer 97’                                             | Marcatori | 65’ Volpe              |             |                 |

## Statistiche

### Statistiche di squadra
| Competizione | Punti | In casa | In casa | In casa | In casa | In casa | In casa | In trasferta | In trasferta | In trasferta | In trasferta | In trasferta | In trasferta | Totale | Totale | Totale | Totale | Totale | Totale | DR  |
| Competizione | Punti | G       | V       | N       | P       | Gf      | Gs      | G            | V            | N            | P            | Gf           | Gs           | G      | V      | N      | P      | Gf     | Gs     | DR  |
| ------------ | ----- | ------- | ------- | ------- | ------- | ------- | ------- | ------------ | ------------ | ------------ | ------------ | ------------ | ------------ | ------ | ------ | ------ | ------ | ------ | ------ | --- |
| Serie C      | 38    | 14      | 9       | 4       | 1       | 43      | 17      | 14           | 7            | 2            | 5            | 20           | 21           | 38     | 16     | 6      | 6      | 63     | 38     | +25 |
| Coppa Italia | -     | 1       | 1       | 0       | 0       | 2       | 0       | 2            | 1            | 0            | 1            | 5            | 3            | 3      | 2      | 0      | 1      | 7      | 3      | +4  |
| Totale       | -     | 15      | 10      | 4       | 1       | 45      | 17      | 16           | 8            | 2            | 6            | 25           | 24           | 41     | 18     | 6      | 7      | 70     | 41     | +29 |

### Andamento in campionato
| Giornata  | 1 | 2 | 3 | 4 | 5 | 6 | 7 | 8 | 9 | 10 | 11 | 12 | 13 | 14 | 15 | 16 | 17 | 18 | 19 | 20 | 21 | 22 | 23 | 24 | 25 | 26 | 27 | 28 | 29 | 30 |
| --------- | - | - | - | - | - | - | - | - | - | -- | -- | -- | -- | -- | -- | -- | -- | -- | -- | -- | -- | -- | -- | -- | -- | -- | -- | -- | -- | -- |
| Luogo     | T | C | T | C | T | C | T | C | T | C  | T  | C  | T  | C  | T  | C  | T  | C  | T  | C  | T  | C  | T  | C  | T  | C  | T  | C  | T  | C  |
| Risultato | V | V | V | V | N | N | P | N | P | V  | V  | V  | V  | V  | P  | N  | P  | V  | V  | V  | P  | N  | N  | V  | -  | V  | V  | V  | V  | P  |

Legenda:

Luogo: C = Casa; T = Trasferta. Risultato: V = Vittoria; N = Pareggio; P = Sconfitta.

### Statistiche dei giocatori
Fonte
| Giocatore      | Serie C  | Serie C | Serie C     | Serie C    | Coppa Italia | Coppa Italia | Coppa Italia | Coppa Italia | Totale   | Totale | Totale      | Totale     |
| Giocatore      | Presenze | Reti    | Ammonizioni | Espulsioni | Presenze     | Reti         | Ammonizioni  | Espulsioni   | Presenze | Reti   | Ammonizioni | Espulsioni |
| -------------- | -------- | ------- | ----------- | ---------- | ------------ | ------------ | ------------ | ------------ | -------- | ------ | ----------- | ---------- |
| D. Baldoni     | 8        | 0       | ?           | ?          | ?            | 0            | ?            | ?            | 8+       | 0      | ?           | ?          |
| M. Bergonzini  | 25       | 13      | ?           | ?          | ?            | 1            | ?            | ?            | 25+      | 14     | ?           | ?          |
| P. Bonfanti    | 12       | 0       | ?           | ?          | ?            | 0            | ?            | ?            | 12+      | 0      | ?           | ?          |
| N. Bresin      | 23       | 6       | ?           | ?          | ?            | 0            | ?            | ?            | 23+      | 6      | ?           | ?          |
| C. Campione    | 0        | 0       | 0           | 0          | ?            | 0            | ?            | ?            | 0+       | 0      | 0+          | 0+         |
| M. Cozzi       | 4        | -5      | ?           | ?          | ?            | -?           | ?            | ?            | 4+       | -5+    | ?           | ?          |
| E. Gallo       | 2        | 0       | ?           | ?          | ?            | 0            | ?            | ?            | 2+       | 0      | ?           | ?          |
| C. Iacovazzo   | 25       | 2       | ?           | ?          | ?            | 0            | ?            | ?            | 25+      | 2      | ?           | ?          |
| A. Lazzarini   | 6        | 5       | ?           | ?          | ?            | 0            | ?            | ?            | 6+       | 5      | ?           | ?          |
| C. Milite      | 5        | 0       | ?           | ?          | ?            | 0            | ?            | ?            | 5+       | 0      | ?           | ?          |
| A. Nardi       | 18       | -24     | ?           | ?          | ?            | -?           | ?            | ?            | 18+      | -24+   | ?           | ?          |
| N. Paicci      | 23       | 3       | ?           | ?          | ?            | 0            | ?            | ?            | 23+      | 3      | ?           | ?          |
| M. Saracino    | 7        | 0       | ?           | ?          | ?            | 0            | ?            | ?            | 7+       | 0      | ?           | ?          |
| A. Senatore    | 0        | 0       | 0           | 0          | ?            | 0            | ?            | ?            | 0+       | 0      | 0+          | 0+         |
| G. Scannapieco | 6        | -9      | ?           | ?          | ?            | -?           | ?            | ?            | 6+       | -9+    | ?           | ?          |
| E. Stanzione   | 0        | 0       | 0           | 0          | ?            | 0            | ?            | ?            | 0+       | 0      | 0+          | 0+         |
| L. Stivanello  | 21       | 2       | ?           | ?          | ?            | 0            | ?            | ?            | 21+      | 2      | ?           | ?          |
| A. Sudati      | 20       | 2       | ?           | ?          | ?            | 0            | ?            | ?            | 20+      | 2      | ?           | ?          |
| G. Trotter     | 19       | 0       | ?           | ?          | ?            | 0            | ?            | ?            | 19+      | 0      | ?           | ?          |
| A. Valese      | 20       | 9       | ?           | ?          | ?            | 0            | ?            | ?            | 20+      | 9      | ?           | ?          |
| V. Volpe       | 16       | 11      | ?           | ?          | ?            | 3            | ?            | ?            | 16+      | 14     | ?           | ?          |
| D. Zaramella   | 12       | 0       | ?           | ?          | ?            | 0            | ?            | ?            | 12+      | 0      | ?           | ?          |
| L. Zavatti     | 21       | 8       | ?           | ?          | ?            | 1            | ?            | ?            | 21+      | 9      | ?           | ?          |